# Корлеоне
Корлео̀не (на италиански: Corleone) е италиански град и община на остров Сицилия в близост до Палермо. В Корлеоне живеят 11 376 души по данни от преброяването през 2009 г.

## История
В миналото градът е бил управляван от араби, които го наричат Qurlayun. Под тяхно владичество Корлеоне претърпява икономически растеж и се превръща в богат град. През 1072 градът е завладян от норманите.
Между 15 и 16 век селището бележи значителен демографски прираст.

## Съвремие
В началото на 60-те години на 20 век градът става скандално известен като родно място на мафиотите Микеле Навара, Лучано Леджо, Леолука Багарела, Салваторе Риина и Бернардо Провенцано.
Най-запомнящото се събитие в Корлеоне през последните 40 години е залавянето на Бернардо Провенцано известен като Capo di tutti capi (Босът на всички босове) на 11 април 2006 г. Денят на ареста е празничен за малкия град и една от улиците е наречена 11 април.